# Pseudodicranocentrus
Genre
Pseudodicranocentrus est un genre de collemboles de la famille des Orchesellidae.

## Distribution
Les espèces de ce genre se rencontrent au Mexique et au Guatemala.

## Liste des espèces
Selon Checklist of the Collembola of the World (version du 23 août 2019) :
- Pseudodicranocentrus christianseni (Mari Mutt, 1979)
- Pseudodicranocentrus circulatus (Mari Mutt, 1979)
- Pseudodicranocentrus niger Mari Mutt, 1984

## Publication originale
- Mari Mutt, 1981 : New genus, a new species, and complements to the descriptions of seven Neotropical Dicranocentrus (Collembola: Entomobryidae: Orchesellinae). Journal of Agriculture of the University of Puerto Rico, vol. 65, no 2, p. 90-107 (texte intégral).